# كوخ

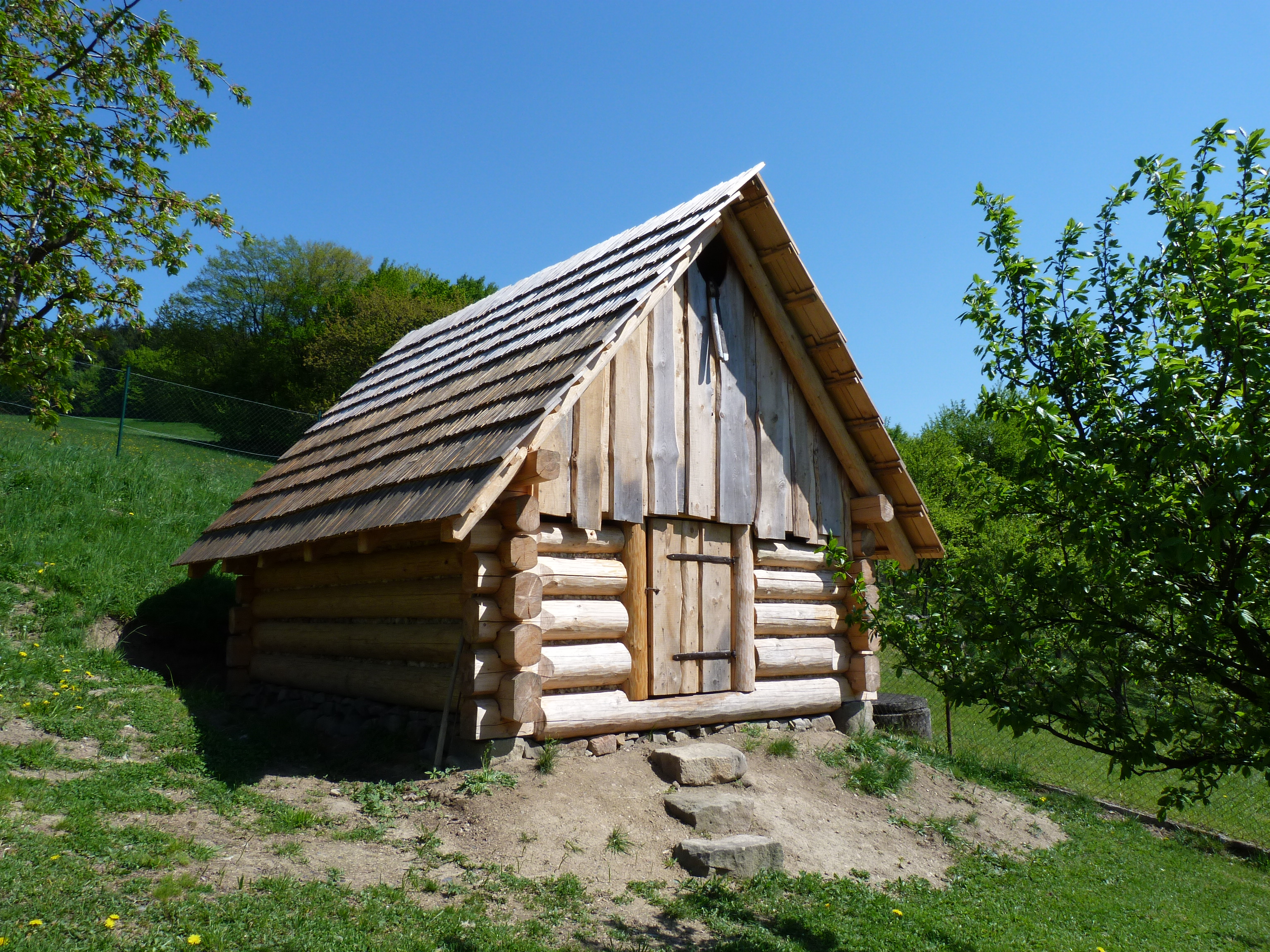
كوخ خشبي في أحد الجبال بالتشيك، ويستخدم كمتحف

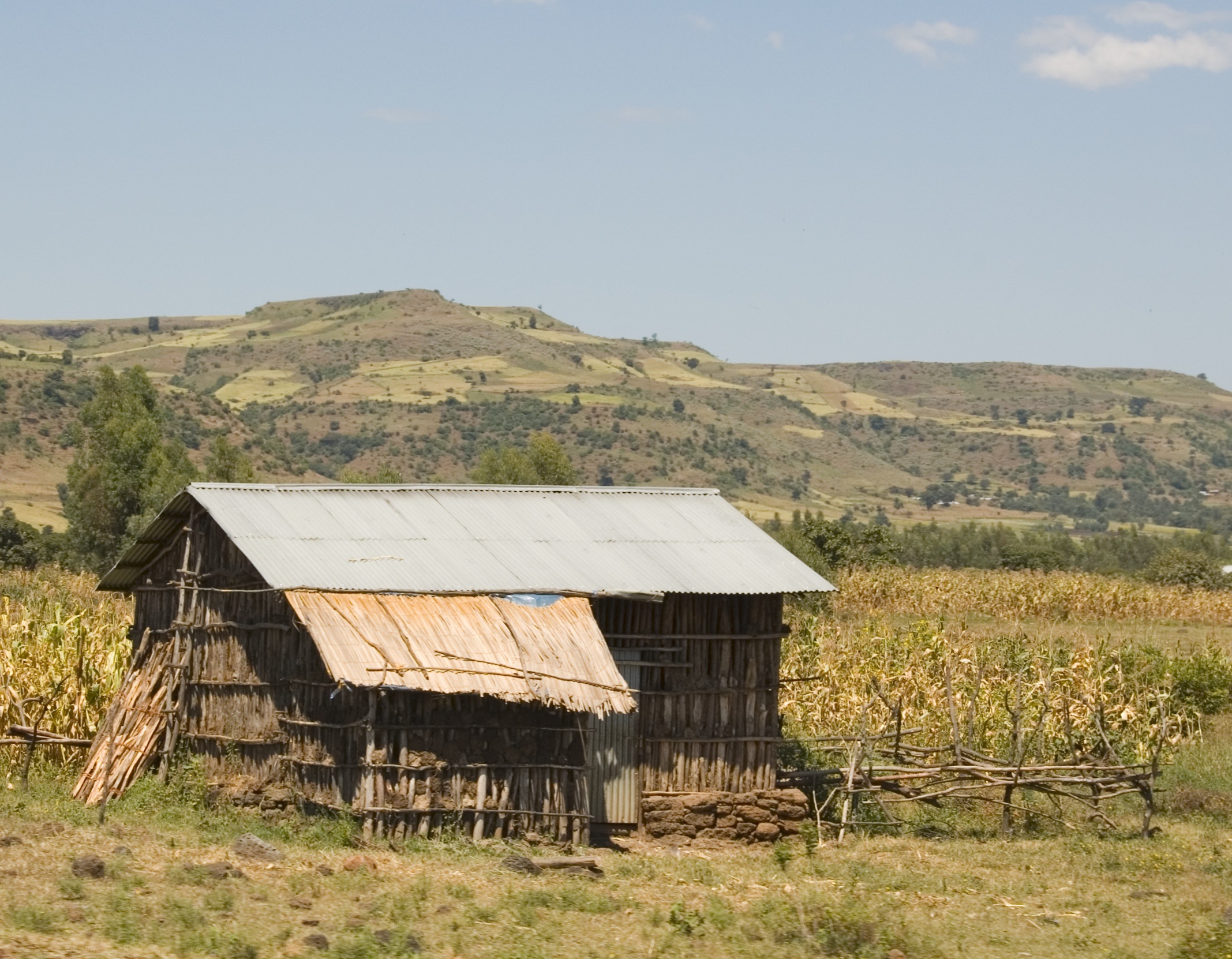
كوخ قرب بحر دار بمرتفعات إثيوبيا.

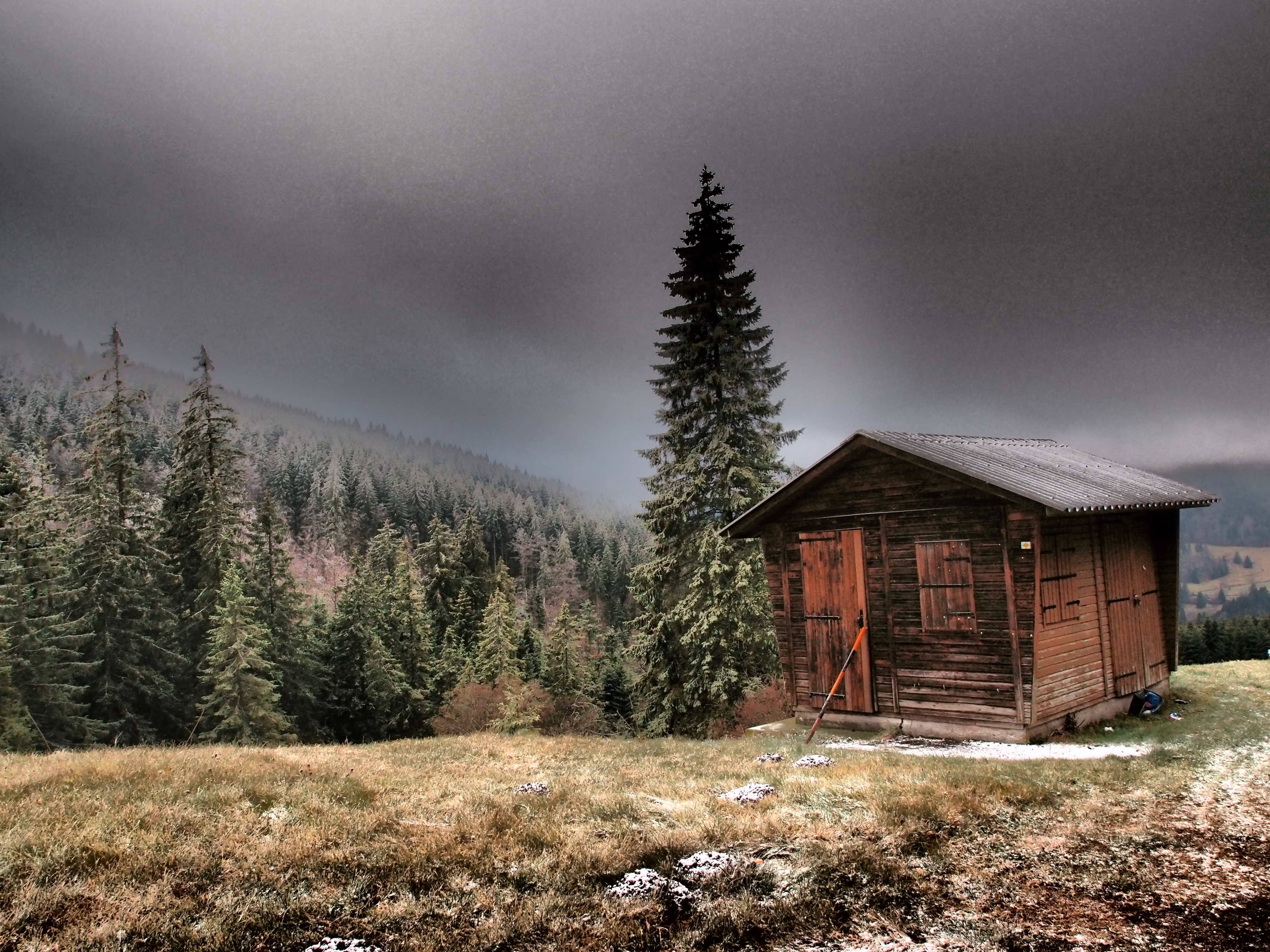
كوخ خشبي

الكُوخ (جمع: أَكْوَاخ) هو مأوى بسيط، يصنع غالبا من الأخشاب.

## الاستخدام الحديث
يستخدم البشر الأكواخ كمأوى يعيشون فيه بشكلٍ مؤقت، ويتم بناء الأكواخ من موادٍ تتوفر بسهولة مثل الجليد، الصخر، الحشائش، سعف النخيل أو فروع الأشجار و/أو الطين، وتوجد تقريبًا في كل حضارات قبائل البدو الرُّحّل. وتُعد بعض أنواع الأكواخ سهلة النقل، كما يُمكنها تحمل معظم أحوال الطقس.
ويستخدم رعاة الغنم الأكواخ عند نقل الماشية بين المناطق الرعوية الموسمية مثل المراعي الجبلية والسهول (وتعرف هذه الظاهرة باسم الانتجاع). كما تستخدم بعض القطاعات السُكّانية المشردة الأكواخ في جميع أنحاء العالم خلال فترة الشتات. ومثالٌ على هذا النوع من الإقامة المؤقتة عُمال الجمع المؤقتون في البرية وعُمال المزارع في غابات الأمازون. وقد تم بناء الأكواخ لأغراضٍ مثل التخزين وورش العمل والتدريس.
وغالبًا ما يُخطئ بعض الأشخاص في تفسيرهم لمصطلح «الكوخ»، ففي اعتقادهم يُعد الكوخ منزلاً يوجد في المناطق الاستوائية أو شبه الاستوائية ولا يتميز بالطابع الغربي بل يتم بناؤه بطريقةٍ بسيطة أو حتى بدائية، ولكن هذا يخالف الواقع في حقيقة الأمر؛ حيث يتم تصميم هذه الأكواخ استنادًا على الحِرَفية المحلية وغالبًا ما يتم تطبيق تقنيات معمارية متطورة جدًا في بنائها، ففي المناطق الاستوائية وشبه الاستوائية على سبيل المثال، يُفضَّل بناء الأكواخ بمواصفاتٍ تسمح بتدفق الهواء بداخلها، حيث يتم بناؤها من مواد غير موصلة للحرارة والتي تعمل على خفض الحرارة العالية داخل الأكواخ. في هذه الحالة، يُعد مصطلح منزلاً أو بيتًا أكثر ملاءمةً لوصف هذا المبنى.
كما يستخدم متسلقو الجبال والرحّالة مصطلح «الكوخ» للإشارة إلى مبنى يمثل لهم ملجأ أكثر ثباتًا واستمرارًا. وتتنوع أشكال الأكواخ وأنواعها ما بين الأكواخ الصغيرة المجانية - والتي تُعتبر الشكل الأبسط للمأوي، وصولاً إلى الأكواخ الجبلية الفاخرة والتي قد تحتوي على مرافق أخرى مثل المطاعم.

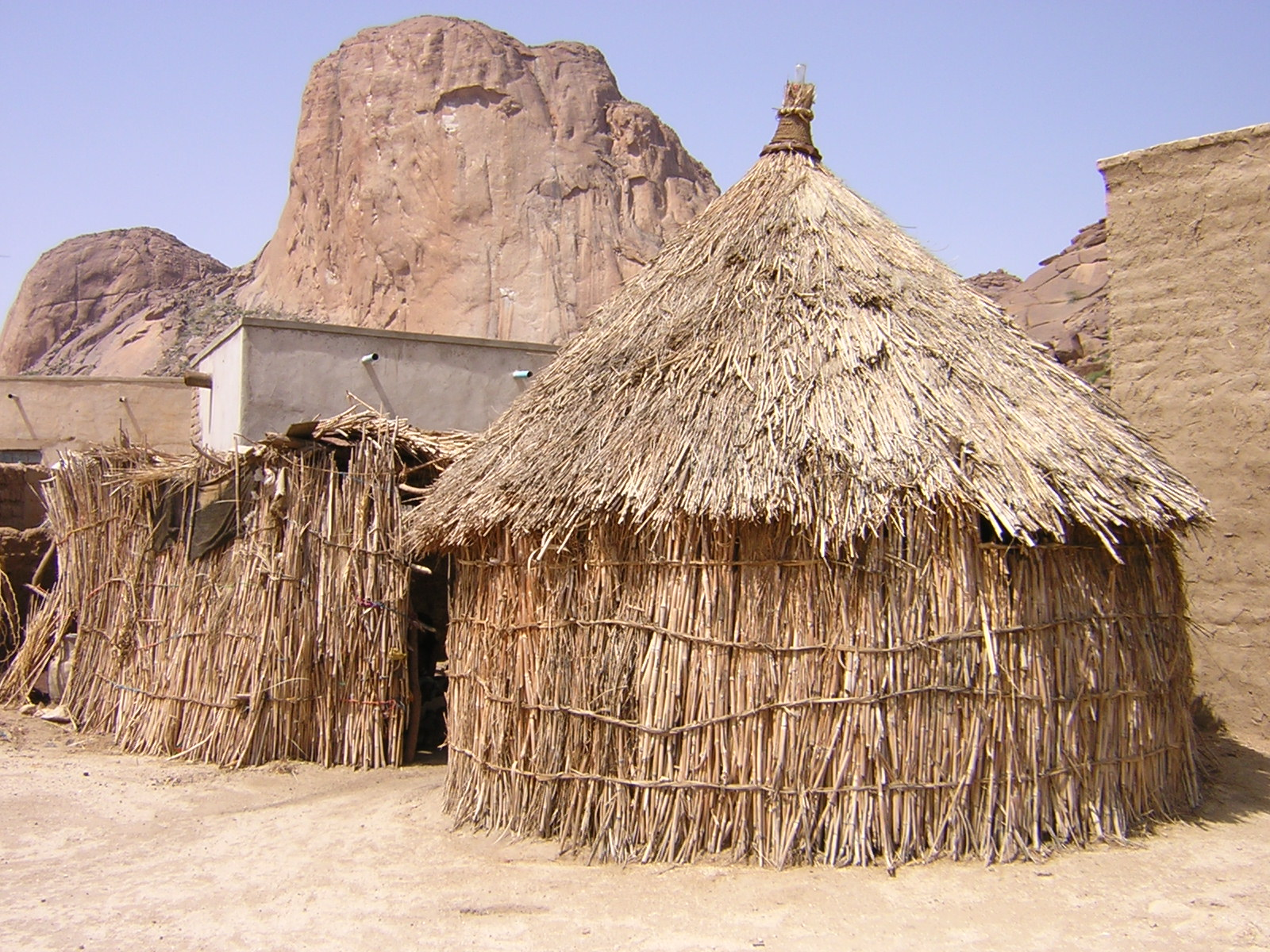
أكواخ بالقرب من مدينة كسلا شرقي السودان

- الروندافيل (Rondavel) كوخ - ويوجد في وسط وشمال أفريقيا
- اليورت (Yurt) كوخ - ويعني «منزل» بالتركية، ويوجد في وسط وشمال آسيا
- تيبة (Tipi) - ويوجد في وسط أمريكا الشمالية
- كوخ تولي (Tule hut) - ويوجد على ساحل أمريكا الشمالية، الساحل الغربي، شمال كاليفورنيا
- كابانا (Cabana) كوخ ويعني «قُمرة» بالإسبانية
- كوخ الكابانو (Kabano)
- هيتيه (Hytte) كوخ - النرويج وتعني هذه الكلمة بالنرويجية «مقصورة»
- الثُكنة
- كوخ الإسكيمو
- كوخ الكوينزي (Quinzhee)
- بورداي (Burdei) كوخ أوكرانيا، كندا وتعني هذه الكلمة «كوخ» بالرومانية
- كوخ نيسن (Nissen hut)
- كلوتشان (Clochán) كوخ أيرلندا
- كوخ كونست (Quonset hut)
- كوخ الأورّي (Orri)
- عُشاش (Ushash') كوخ - اليمن
- الكولبا (Kolba) كوخ - أفغانستان

## الاستخدام التسويقي
تستخدم كلمة الكوخ في تسمية المحال التجارية، الشركات، والمفاهيم، حيث يوحي هذا الاسم بمكانٍ صغير يتمتع بجوٍ غير رسمي من المرح والحميمية. مثال على ذلك سلسلة محال بيتزا هت ومجموعة صن جلاس هت. وقد يتم بناء الأكشاك بشكلٍ يشبه تصميمات الأكواخ، وعادةً ما يتم وضعها في الحدائق العامة، ومراكز التسوق، والشواطئ أو في الأماكن العامة الأخرى، وفيها يتم بيع العديد من الأطعمة أو البضائع بأسعارٍ رخيصة. كما أن الفنادق الفاخرة الموجودة بالمناطق الاستوائية والتي تتكون من وحدات مستقلة للنزلاء أحيانًا تُطلق على هذه الوحدات اسم «الكوخ»، على الرغم من أن مثل هذه الأكواخ تمثل أكثر من المفهوم التقليدي السطحي الذي توحي به كلمة «كوخ».